# Hickory Hills (Mississippi)
Pour les articles homonymes, voir Hickory Hills.
Hickory Hills est une census-designated place située dans le comté de Jackson, dans l’État du Mississippi. Lors du recensement de 2000, sa population s’élevait à 3 046 habitants.

## Source
- (en) Cet article est partiellement ou en totalité issu de l’article de Wikipédia en anglais intitulé « Hickory Hills, Mississippi » (voir la liste des auteurs).